# Municipio de San Miguel Tequixtepec
El municipio de San Miguel Tequixtepec (del Náhuatl: Telziztli, tepetl, ‘Cerro del caracol’; en chocho Jna Ninge "Cerro caracol") es uno de los 570 municipios del estado mexicano de Oaxaca. Cuenta con 1,042 habitantes y su cabecera es la localidad de San Miguel Tequixtepec.

## Historia
De acuerdo al Lienzo 1 de Tequixtepec, San Miguel Tequixtepec fue fundado entre los años 1250 y 1300 por el señor Tres Lagartijas, quien descendía del linaje gobernante de Coixtlahuaca, y su esposa, Seis Perro.
En 1563, el vicario de Coixtlahuaca, fray Antonio de la Serna, ordenó la concentración de los barrios sujetos a Tequixtepec de manera definitiva en el sitio actual para facilitar la evangelización de los indígenas.
La construcción del Palacio Municipal comenzó en 1894 y terminó en 1909.
En 1998 el municipio se declara parte de la reserva de la biósfera Tehuacán-Cuicatlán.

## Demografía
El municipio cuenta con 1,042 habitantes, 531 mujeres y 511 hombres. Es un municipio marginado del estado de Oaxaca, 23.72% de la población vive en condiciones de pobreza extrema.  
La población se comunica en español y en chocholteco.  

## Organización
En el municipio se encuentran las siguientes localidades: 
- San Miguel Tequixtepec
- Nata
- Palo Solo
- Santa Cruz Capulálpam
- Brecha a Nata (Barrio San José)
- Río Grande
- Rancho Julián Cruz López (San Miguel)
- Los Baños
- Buena Vista
- Rancho Navarrete
- Inguihuanda

## Hidrografía
Los principales ríos son el río Grande de San Miguel, el Liebre, Tecamachalco, Duende, Jarro, el Salado, Endácue y Nda´hsningue (río de Tequixtepec o agua del cerro del Gran Caracol).

## Ecosistemas

### Flora
El municipio cuenta con una diversa flora: árboles maderables, árboles frutales y flores. 
Flores: Pincel de indio, dalias, azucenas blancas y rojas, girasoles, amapolas amarillas, quebranto, campanitas, cempasúchil, alcatraz y geranio.
Árboles: Enebro, huizache, garabato, palma, encino colorado, encino blanco, palo prieto, tepzán, sotol, pata de elefante, casahuate, coatillo, cacho de venado, madroño, palo de pajarito, moras, zapote blanco, pirúl, mezquite, capulín, elite, fresno, sauce, ramoncillo.
Árboles frutales: Tunas, zapote blanco, pitahayas, guajes, duraznos, membrillos.

### Fauna
Entre los animales silvestres se encuentran: 
Aves: Águila real, el zopilote, el cuervo, el gavilán, el halcón, el tecolote, el tordo, el pájaro carpintero, el cardenal, el cenzontle, la calandria, el gorrión, las tórtolas, las huilotas, el salta red y colibrí.
Mamíferos: Coyote, zorrillo, venado, jabalí, armadillo, zorra, el gato montés, liebre, conejo, tejón, comadreja.
Reptiles: Víbora de cascabel, coralillo, palancacoa, cornezuelo, camaleón y lagartijas.